# Solothurner Spitäler
Die Solothurner Spitäler AG (soH) ist die Betreiberin der öffentlich-rechtlichen Spitäler im Kanton Solothurn. Sie wurde am 1. Januar 2006 in der Rechtsform einer gemeinnützigen Aktiengesellschaft mit Sitz in Solothurn gegründet.  Das Unternehmen stellt an seinen im gesamten Kanton Solothurn verteilten Standorten die stationäre medizinische Versorgung der Bevölkerung sicher. Dafür hat sie einen Leistungsauftrag des Kantons Solothurn, der zurzeit Alleinaktionär der soH ist.
Die Hauptstandorte der soH sind für die Akutsomatik das Bürgerspital Solothurn und das Kantonsspital Olten sowie die Psychiatrischen Dienste. Daneben verfügt die soH über Standorte in Dornach und spitalexterne ambulante Dienste in Grenchen, Däniken und Balsthal.

## Geschichte

### Bürgerspital Solothurn

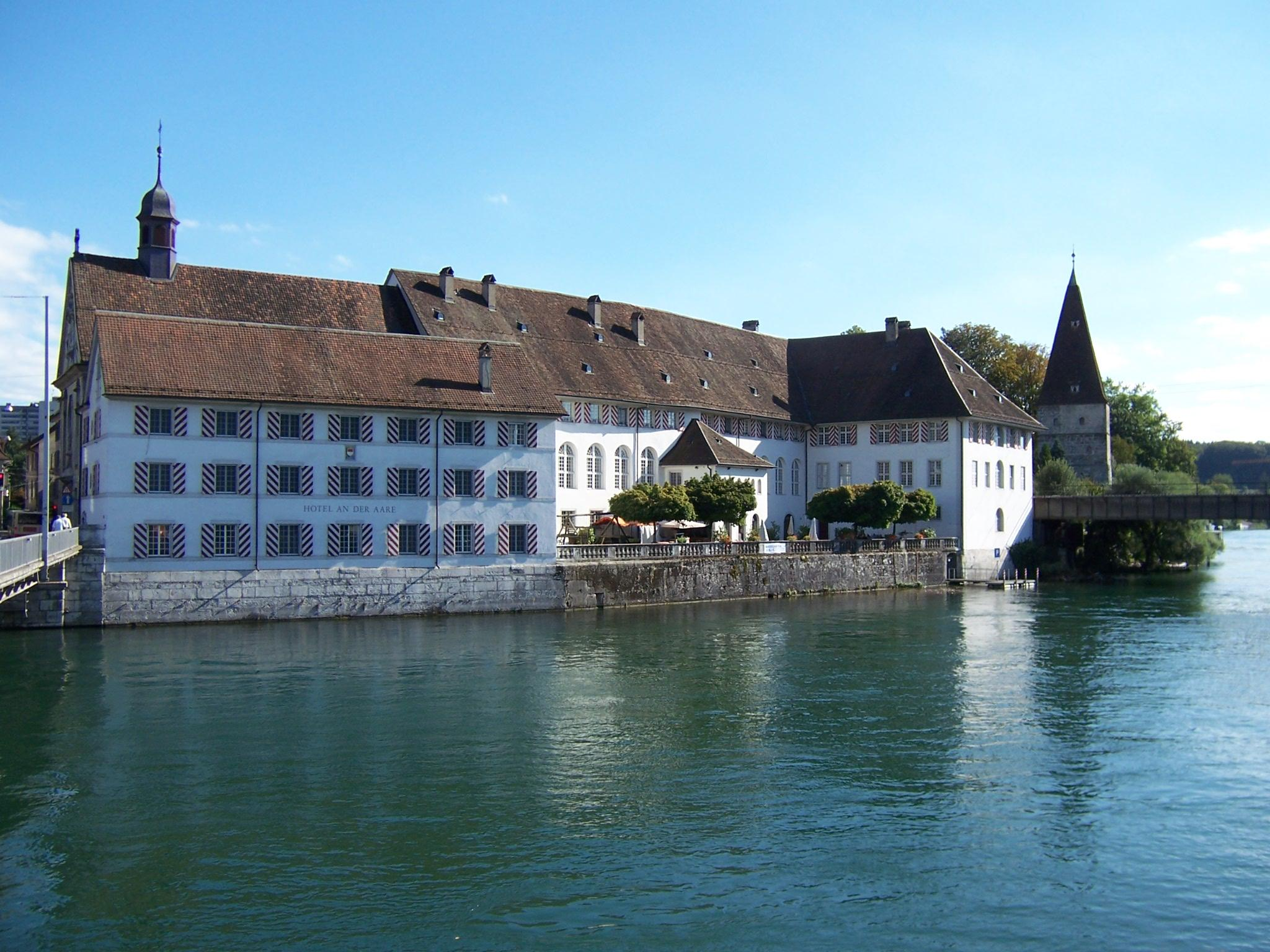
Altes Spital Solothurn

Die Anfänge des heutigen Bürgerspitals Solothurn gehen zurück bis ins Jahr 1418, als Papst Martin V. auf dem Rückweg vom Konzil in Konstanz der Bürgerschaft von Solothurn die Erlaubnis erteilte, ein Spital zu gründen (das heutige Alte Spital an der Aare). Die Spitalschwestern-Gemeinschaft stammte ursprünglich aus Pruntrut respektive Beaune in Frankreich. Sie diente dem Spital seit 1788. 1909 kaufte der Bürgerrat den unteren Schöngrünhof und gründete eine Spitalbaukommission. Aufgrund der Plankonkurrenz (über 90 Entwürfe), des Ersten Weltkriegs und der von der Ärzteschaft gewünschten Erweiterungen verzögerte sich der Spatenstich bis ins Jahr 1926. 1930 wurde das neue Bürgerspital im Schöngrün eingeweiht, an dessen Standort auch das heutige Bürgerspital steht (die Gebäude existieren immer noch und werden genutzt). Ab da partielle Erweiterung. 1957 wurde das Schwesternhaus fertiggestellt; 1961 stimmten die Solothurner (damals gab es noch kein Frauenstimmrecht) der Spitalvorlage III mit überwältigender Mehrheit zu. 1974 wurde das heutige Bürgerspital u. a. mit einem Behandlungstrakt mit vier Stockwerken und einem Bettentrakt mit sechs Stockwerken fertiggestellt.
Am 17. Juni 2012 fand eine kantonale Volksabstimmung über den Bewilligungskredit zum Neubau des Bürgerspitals Solothurn statt. Die Vorlage wurde mit einem Anteil von 65,1 % Ja-Stimmen angenommen. Der Neubau soll bis ins Jahr 2022 abgeschlossen sein. Die Eröffnung des Neubaus sollte im Mai 2020 stattfinden, wurde jedoch wegen Sanierungsarbeiten auf Anfang 2021 verschoben. Der Rückbau des alten Bettenhochhauses hat im Mai 2022 begonnen.

### Kantonsspital Olten
Nachdem 1857 bei einem grossen Baustellenunglück im Hauensteintunnel 63 Arbeiter ums Leben gekommen waren, wurde der Ruf nach einem Spital in der Region Olten laut. Mit 6822 zu 2206 Stimmen entschied sich das Stimmvolk 1878 für die Gründung eines Kantonsspitals. Der Baubeginn in der Hagmatte erfolgte im Frühling 1880; die Eröffnung fand am 6. November 1880 statt. 1888 wurde dem Mittelbau ein Ostflügel angefügt. 1899 wurde der erste Röntgenapparat installiert, womit das Kantonsspital Olten (KSO) das Pionierkrankenhaus in der Deutschschweiz war. Zwischen 1924 und 1927 wurde der Westflügel des heutigen Altbaus des KSO gebaut. In den 1950er und 1960er Jahren wurden unter anderem ein zusätzliches Bettenhaus, ein Behandlungs- und Operationstrakt, ein Infektionsgebäude und ein Personalhaus gebaut. Seit 1995 erfolgt der Um- und zum grossen Teil Neubau des KSO in zwei Bauetappen. Fertiggestellt wurden in der ersten Bauetappe ein Bettenhaus sowie ein Operations- und Behandlungstrakt. Im ersten Abschnitt der zweiten Bauetappe wurde das zweite Bettenhaus erstellt. 2012 wurde die gesamte Bauphase mit dem neuen Haupteingang und dem Behandlungstrakt, der unter anderem die Frauenklinik und das medizinische Ambulatorium beheimatet, abgeschlossen.

### Spital Dornach
Am 21. Mai 1918 unterzeichneten die Vertreter des Kantons Solothurn und die Metallwerke AG Dornach eine Stiftungsurkunde zur Errichtung eines Bezirksspitals Dorneck in Dornach. Mit dem Bau wurde bereits im August des gleichen Jahres begonnen. Am 22. März 1920 fand die Einweihung statt und daran anschliessend die Inbetriebnahme. Das Spital umfasst 20 Krankenbetten. Bald war der Platzmangel spürbar. Aufgrund der grossen Weltwirtschaftskrise und des Zweiten Weltkriegs wurde erst 1947 das Spital umgebaut und die Bettenzahl verdoppelt. Am 9. September 1958 erfolgte der Spatenstich zum Neubau, der 90 Betten umfasste und 1963 eröffnet wurde. Der Altbau wurde mit 33 Betten als Chronisch-Kranken-Pflegestation weiterbetrieben 1989 begann eine weitere An- und Umbauphase, die erst 1994 beendet wurde. 2015 fand die Inbetriebnahme des MRT-Anbaus statt.

### Psychiatrische Dienste

Heilanstalt Rosegg, Lithographie, 1862

Die Geschichte der Psychiatrie geht im Kanton Solothurn ins Jahr 1835 zurück. 1835 reichte ein Komitee der ärztlichen Gesellschaft des Kantons Solothurn eine Petition für die Errichtung einer Irrenheilanstalt, verbunden mit einer Versorgungsanstalt, ein. 1855 beschloss der Kantonsrat endgültig über die Errichtung einer Heil- und Versorgungsanstalt für Irre und unheilbar Kranke. Am 31. Mai 1860 wurde der Betrieb der Anstalt Rosegg mit 80 Betten aufgenommen. 1960 erfolgte die Einweihung eines neuen Klinikgebäudes mit einem Behandlungstrakt und einem neuen Wirtschaftsteil. 1965 wurde die alte Bezeichnung Kantonale Heil- und Pflegeanstalt Rosegg Solothurn in Kantonale Psychiatrische Klinik Solothurn geändert. 1996 wurden die bis dahin autonom geführten Erwachsenenpsychiatrie und die Kinder- und Jugendpsychiatrie in eine Dachorganisation unter dem Namen Psychiatrische Dienste des Kantons Solothurn (PDKS) zusammengelegt. Die letzte grosse Um- und Neubauphase erfolgte von 2000 bis 2010. Der Neubau des Hauses 3 Mitte (Verwaltung und Akutpsychiatrie) der Psychiatrischen Klinik Solothurn wurde 2004 eröffnet, die Sanierung des Hauses 3 Süd 2006 fertiggestellt. Das Haus 2 (Alterspsychiatrie) konnte nach der Gesamtrenovation 2009 bezogen werden. Die Psychiatrischen Dienste sind seit 1. Januar 2006 Teil der Solothurner Spitäler AG.

### Höhenklinik Allerheiligenberg

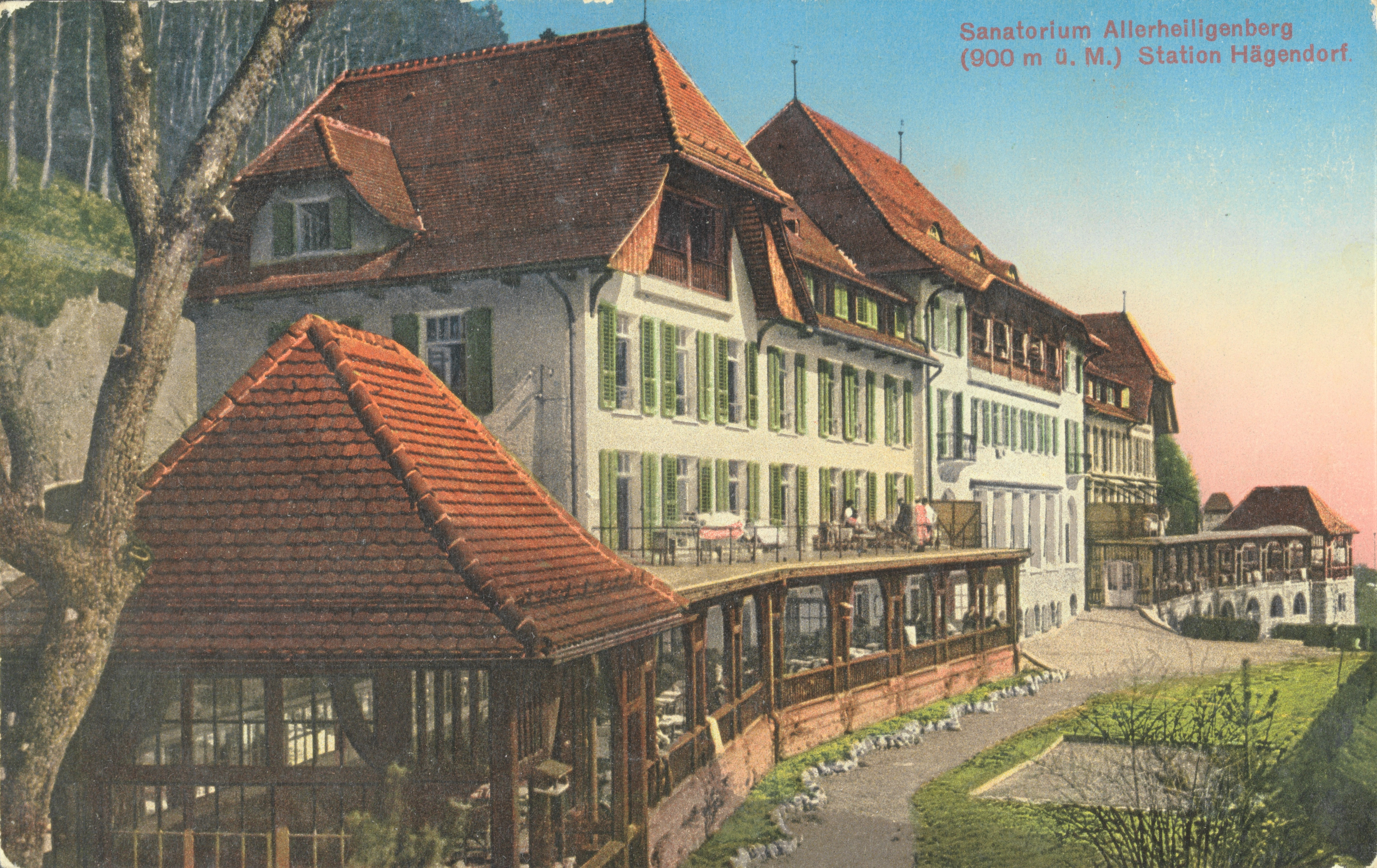
Sanatorium Allerheiligenberg

Die Solothurnische Höhenklinik Allerheiligenberg wurde 1910 als Lungenheilstätte eingeweiht, ein 70-Betten-Haus für «unbemittelte Lungenkranke» geplant von den Zürcher Architekten Pfleghard und Haefeli, die sich als Sanatoriumsspezialisten einen Namen gemacht hatten. In den 1950er-Jahren erfolgten umfangreiche Umbauten durch das Büro Altenburger Architekten und der Bau von Personalwohnungen durch Barth und Zaugg. 2001 wurde sie organisatorisch mit dem Kantonsspital Olten zusammengelegt. Am 26. September 2010 stimmte das Solothurner Stimmvolk der Schliessung der Klinik Allerheiligenberg zu. Die Leistungsangebote wurden an den Standort Olten und zu den Psychiatrischen Diensten in Langendorf transferiert.

## Medizinische Schwerpunkte

### Bürgerspital Solothurn
Quelle: Website der Solothurner Spitäler
- Brustzentrum
- Onkologie
- Kardiologie
- Schlaganfälle
- Gastroenterologie
- Gefässchirurgie

### Kantonsspital Olten
Quelle: Website der Solothurner Spitäler
- Stoffwechselerkrankungen
- Wirbelsäulenchirurgie
- Akutgeriatrie (Altersmedizin)
- Urologie
- Da Vinci Xi-assistiertes Operieren
- Geburt und Wochenbett

### Spital Dornach
Quelle: Website der Solothurner Spitäler
- Notfallmedizin
- Innere Medizin
- Chirurgie
- Orthopädie
- Urologie
- Gastroenterologie

### Psychiatrische Dienste
Quelle: Website der Solothurner Spitäler
- Alterspsychiatrie
- Depression, Angst, Burnout
- Abhängigkeitserkrankungen
- Diagnostik und Krisen
- Psychosen
- Schlafmedizin
- Kinder- und Jugendpsychiatrie
- Forensische Psychiatrie

## Zahlen und Struktur
Die Solothurner Spitäler AG beschäftigte im Jahr 2024 4'488 Mitarbeitende und erzielte bei einem Betriebsertrag von 680'705'000 Schweizer Franken einen Jahresverlust von 29'450'000 sfr. Im Akutbereich wurden im Jahr 2024 32'064 Patienten behandelt, in der Akutpsychiatrie 1'951. Ambulant wurden 242'933 Patienten versorgt. Der Anteil zusatzversicherter Patienten lag bei 16,8 Prozent. Es gab 2024 1'551 Geburten an den Standorten Kantonsspital Olten und Bürgerspital Solothurn.
Als Spital mit öffentlichem Leistungsauftrag engagiert sich die soH in der medizinischen, pflegerischen und therapeutischen Aus-, Weiter- und Fortbildung und ist damit die grösste Ausbildnerin von akademischen und nichtakademischen Berufen im Kanton Solothurn. Die soH ist Partnerspital des Universitätsspitals Basel und kooperieren mit dem Inselspital Bern.